# Cuiry-lès-Chaudardes
Cuiry-lès-Chaudardes är en kommun i departementet Aisne i regionen Hauts-de-France i norra Frankrike. Kommunen ligger  i kantonen Craonne som ligger i arrondissementet Laon. År 2022 hade Cuiry-lès-Chaudardes 80 invånare.

## Befolkningsutveckling
Antalet invånare i kommunen Cuiry-lès-Chaudardes
Referens: INSEE